# ماتاغي

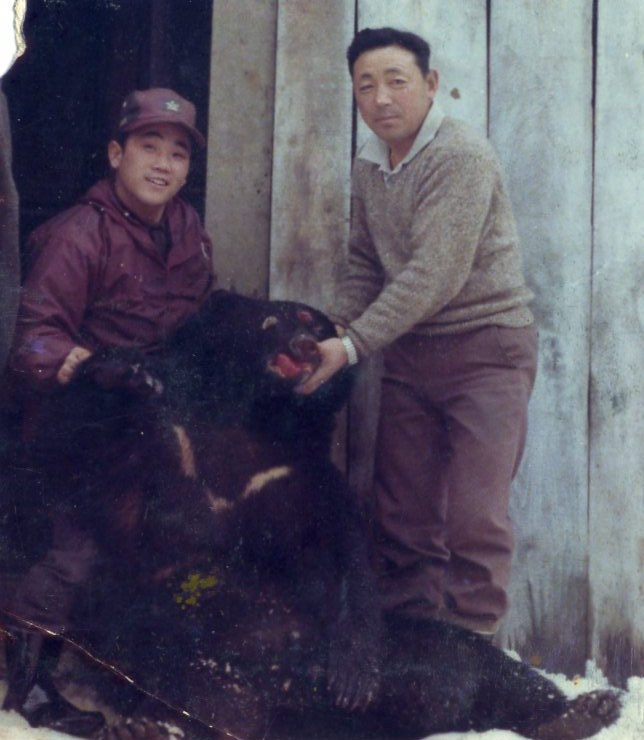

الماتاغي (باليابانية: 又鬼) هم صيادو شتاء تقليديون، يتواجدون في منطقة توهوكو شمال اليابان. ويشتهرون بتواجدهم في غابة شيراكامي-سانتشي، بين أكيتا وآوموري. ويصطادون حيوان الغزال والدببة، وتشترك في ثقافتهم الكثير مع الآينويون عبدة الدببة. ويعيشون في قرى صغيرة في غابات شجر الزان الجبلية في توهوكو، ويشتغلون في أعمال الزراعة خلال موسم الزراعة والحصاد. في فصلي الشتاء والربيع المبكر، يشكلون مجموعات للصيد، حيث يقضون أسابيع في الغابة. ومع اختراع البنادق في القرن العشرين الميلادي، تلاشت الحاجة لتكوين مجموعات صيد، مما تسبب في هبوط في ثقافة الماتاغي.